# Hotel da Penina
O Hotel da Penina, igualmente conhecido como Penina Hotel & Golf Resort, é uma unidade hoteleira na freguesia de Alvor, no Município de Portimão, em Portugal. Foi inaugurado em 5 de Novembro de 1966, sendo já nessa altura considerado como um importante estabelecimento turístico a nível nacional. Ficou conhecido culturalmente devido à sua ligação a Paul McCartney, da banda dos Beatles, que em Dezembro de 1968 escreveu a canção Penina para a banda local do hotel, os Jotta Herre.

## Descrição
O complexo da Penina consiste numa unidade hoteleira de cinco estrelas, sendo principalmente conhecida pelos seus extensos campos de golfe. Em 2021, possuía três campos de golfe, seis restaurantes e bares, uma piscina exterior de grandes dimensões, um campo de futebol e cinco campos de ténis.

## História

### Inauguração e primeiros anos
A ideia de construir um estabelecimento turístico destinado aos praticantes do golfe surgiu em 1961, quando o empresário britânico John Stillwell estava de férias na Praia da Rocha, e um amigo terá comentado que existiam poucas opções na região para os turistas, durante o Inverno. Desta forma, Stillwell e outros oito sócios adquiriram um terreno com cerca de 146 Ha na Tapada da Penina, propriedade de uma prima da sua mãe, e que na altura era utilizado na plantação de arroz. Contratou Henry Cotton, campeão de golfe e um dos maiores especialistas mundiais naquele tema, para desenhar o primeiro campo de golfe relvado na região. Um dos maiores desafios foi a transformação dos terrenos alagadiços da propriedade, situados junto à Ria de Alvor, que foi ultrapassado com a plantação de mais de trezenta mil árvores. O complexo da Penina foi inaugurado em 5 de Novembro de 1966, numa cerimónia presidida pelo chefe de estado, Américo Tomás, que durante o seu discurso classificou o hotel e o campo de golfe como um «conjunto turístico único no país». Foi o primeiro campo de golfe e a primeira unidade hoteleira de cinco estrelas na região, sendo nessa altura denominada de Hotel do Golfe da Penina. A decoração do hotel incluiu várias peças históricas, incluindo um piano que tinha sido oferecido à família Stillwell pela rainha Dona Amélia, e um armário do século XVI, que foi colocado na recepção. Henry Cotton permaneceu na Penina como jogador, tendo ficado famoso um burro que utilizava como caddie, chamado de Pacífico, devido à paciência que demonstrava no transporte do material de golfe.
Ao longo da sua história, o hotel e o seu afamado campo de golfe atraíram várias grandes figuras da música, do cinema, do desporto, da aristocracia e das altas finanças. Uma das principais personalidades que ficaram ligadas ao complexo da Penina foi Paul McCartney, da banda dos Beatles, que numa noite de Dezembro de 1968 passou pelo hotel para trocar Libras por Escudos, mas acabou por passar várias horas no bar do hotel, onde travou conhecimento com a banda residente, conhecida como Jota Herre. Nessa noite compôs uma canção, com o nome de Penina, que ofereceu à banda formada por Aníbal Cunha, Rui Pereira, Carlos Pinto, e José Carlos Flamínio. Este tema foi lançado no ano seguinte pela banda, e depois gravada pelo músico Carlos Mendes no álbum The Songs Lennon and McCartney Gave Away, e editada no Brasil pelo cantor Aggeu Marques. Também foi inserida numa compilação não oficial dos Beatles, Unheard Melodies - The Songs The Beatles Gave Away. Em Maio de 1969, Américo Tomás pernoitou no hotel,como parte de uma viagem ao Sul do país.

### Século XXI
Em 2005, o complexo começou a ser gerido pelo grupo Starwood (en), passando a ser conhecido como Le Meridien Penina. Esta medida fez parte de um processo de aquisição da empresa Le Meridien Hotels and Resorts (en) em conjunto com a firma Lehman Brothers, no âmbito do qual foram trespassados trinta e duas unidades hoteleiras em vários locais do mundo, incluindo, além do resort da Penina, o Le Meridien Dona Filipa, no Vale do Lobo. Em Setembro de 2013, o conglomerado JJW Hotels & Resorts (en) declarou em comunicado que no dia 1 de Outubro iria assumir a exploração do resort, com o nome de Penina Golf Resort. Na altura, o grupo JJW Hotels & Resorts já era proprietário do complexo, sendo um dos vários estabelecimentos turísticos que possuía no Algarve, e que incluíam os hotéis Dona Filipa e Formosa Park Hotel e os campos de golfe San Lorenzo e Pinheiros Altos.
Em 2018, a Penina acolheu a final mundial do campeonato de golfe International Pairs, tendo a equipa vencedora sido a da Namíbia. Em Março de 2021, os empregados de várias unidades turísticas do Algarve que eram propriedade do grupo JJW Hotels & Resorts, incluindo o complexo da Penina, protestaram em frente da Entidade Regional de Turismo do Algarve, devido a atrasos no pagamento dos salários desde Novembro do ano anterior.